# Eopseuma
Eopseuma is een geslacht van tweekleppigen uit de familie Chamidae.

## Soorten
De volgende soorten zijn bij het geslacht ingedeeld:
- Eopseuma palaeodontica (Matsukuma, 1996)
- Eopseuma phyllotrapezium (Matsukuma, 1996)
- Eopseuma pusilla (Odhner, 1917)